# Психо 3
«Пси́хо 3» (англ. Psycho III) — психологический триллер 1986 года, снятый Энтони Перкинсом, исполнителем главной роли маньяка Нормана Бэйтса. 3 часть одноимённой серии фильмов. 

## Сюжет
Морин Койл — психически нестабильная монахиня, стоит на карнизе колокольной башни, собираясь покончить жизнь самоубийством. Другая монахиня пытается остановить её, между женщинами завязывается борьба, и Морин случайно сталкивает женщину, которая разбивается насмерть. Морин, растерянная и разуверившаяся, вынуждена отказаться от сана и покинуть монастырь.
Между тем, Норман Бэйтс всё ещё владеет отелем и живёт с трупом своей новой матери, Эммы Спул, пропавшей около месяца назад. Местные власти и бывший босс Нормана, Ральф Статлер, начинают её поиски. Норман находит себе ассистента — музыканта Дуэйна Дюка, отчаянно нуждающегося в деньгах.
А в городе появляется напористая журналистка Трэйси Вэнабл из Лос-Анджелеса, пишущая статью о местных убийствах — она считает, что Норман вновь взялся за старое, а Морин заселяется в отеле Нормана, которого заинтересовала девушка с инициалами М. К. Вскоре у них начинается роман, а Морин кажется, что она наконец нашла успокоение, вот только иная личность Нормана, рвётся наружу — спустя столько лет миссис Бэйтс не может оставить сына.

## В ролях
- Энтони Перкинс — Норман Бэйтс
- Дайан Скарвид — Морин Койл
- Джефф Фэйи — Дуэйн Дюк
- Роберта Максвелл — Трэйси Венабл
- Хью Джиллин — Шериф Джон Хант
- Роберт Алан Браун — Ральф Статлер
- Ли Герлингтон — Мирна
- Донован Скотт — Кайл
- Джульетт Камминз — Рэд
- Кэй Гэберли — Рути
- Джек Мэрдок — Лу
- Гари Баэер — Отец Брайан
- Патиэнс Кливленд — Сестра Маргарет
- Карен Хэнсель — Сестра Кэтрин
- Стив Гуевера — Помощник шерифа Лео
- Джанет Ли — Мэрион Крэйн (флэшбэк)
- Клаудия Бриар — Миссис Эмма Спул (флэшбэк)
- Бринк Стивенс  — дублёр Дайаны Скаруид (в титрах не указана)

## Признание и критика
Академия научной фантастики, фэнтези и фильмов ужасов США в 1987 году номинировала картину на свой приз «Сатурн» за лучшего актера (Перкинс) и как лучший фильм ужасов года. Критика выделяя игру Перкинса, отмечала недостатки в качестве режиссуры и слабость сценария. По мнению известного критика Жака Лурселя: «Это уже совершенно халтурный фильм, в котором есть что-то нездоровое и даже тревожное — до такой степени, что поневоле задаешься вопросом, не снял ли его сам Норман Бейтс».

## Музыка
Музыку к фильму написал композитор Картер Бёрфелл.
1. «Scream Of Love» (Theme Song From «Psycho III»)
2. Maureen In The Desert
3. Dirty Street
4. Before & After Shower
5. Warm As A Cry for Help
6. Sisters
7. Mother
8. Bad Boys & Body Bags
9. Revenge Of A Thankless Child
10. Electroshock Waiting Room

Кроме того, в фильме прозвучали две песни «Catherine Mary» и «Dirty Street» в исполнении певицы Stanton Miranda.

## Релизы
Премьера фильма состоялась 2 июля 1986 года. В первый уик-энд он заработал 3,238,400 долларов США, а впоследствии собрал всего 14,481,606 долларов США.
Psycho 3 был выпущен четыре раза на DVD. Первый выпуск вышел в 1999 году, когда Universal Studios арендовал фильм Goodtimes Home Video. Этот выпуск в настоящее время вышел из продажи. Второй выпуск произошёл в 2005 году. DVD был выпущен самой Universal Studios. Третий релиз состоялся в 2007 году в рамках трилогии, включающей в себя Психо 2 и Психо 4: В начале.
24 сентября 2013 года компания Shout Factory выпустила фильм на DVD и Blu-Ray.